# 齊汪
齊汪（？—1449年），字源澄，浙江天台縣人。明朝官員、進士出身。

## 生平
宣德七年（1432年）壬子科浙江鄉試三十三名，正統元年（1436年），登進士。次年，授兵部車駕司郎中。正統十四年（1449年），從明英宗北征，在土木之變中殉難。